# Commandos: Origins
Commandos: Origins – komputerowa strategiczna gra czasu rzeczywistego z 2025 roku osadzona w realiach II wojny światowej, wyprodukowana przez Claymore Game Studios i wydana przez Kalypso Media. Została wydana na PlayStation 5, Xbox Series X/S i Microsoft Windows 9 kwietnia 2025 roku. Stanowi fabularny prequel gry Commandos: Za linią wroga z 1998 roku i opowiada historię powstania zespołu komandosów.

## Rozgrywka
Commmandos: Origins to strategiczna gra czasu rzeczywistego przedstawiająca pole bitwy z rzutu izometrycznego. Gracz dowodzi elitarnym oddziałem komandosów, których zadaniem jest infiltracja wrogich kompleksów wojskowych w celu wykonania powierzonych im zadań. Gracz musi polegać na stosowaniu taktyki skradania się, unikaniu pola widzenia przeciwników lub cichej eliminacji, aby przejść do kolejnych lokacji. Oddział składa się z sześciu postaci: Zielony Beret, Saper, Snajper, Kierowca, Marine i Szpieg, z których każdy posiada własne unikalne umiejętności i elementy wyposażenia. Mapy w grze są znacznie większe niż w poprzednich odsłonach, zapewniając graczom wybór spośród różnych sposobów wykonania misji. Gracz może na krótko wstrzymać grę, zaplanować ruchy kilku postaci z drużyny w trybie dowodzenia i wykonać je nimi jednocześnie. Każda misja zawiera także cele opcjonalne oraz znajdźki. Gra oferuje możliwość przejścia kampanii w dwuosobowym trybie kooperacji.

## Produkcja
Commandos: Origins zostało opracowane przez Claymore Game Studios, studio założone przez współzałożyciela Kalypso Media, Simona Hellwiga w 2020 roku. Głównym celem studia było ożywienie marki Commandos i przeniesienie serii do współczesnych czasów. Decyzja o zrezygnowaniu z automatycznego zapisywania w grze była celowa, ponieważ twórcy chcieli dać graczom swobodę decydowania, kiedy chcą zapisać, a kiedy podjąć ryzyko. Gra jest fabularnym prequelem serii, a jej narracja koncentruje się na wydarzeniach, które doprowadziły do tego, że sześciu żołnierzy spotkało się i stworzyło jeden oddział. Twórcy inspirowali się wieloma filmami fabularnymi i dokumentalnymi, zwłaszcza tymi, w których mały, elitarny oddział zmienia bieg całej kampanii lub wojny, jako źródła inspiracji wymieniając w szczególności filmy Działa Nawarony z 1961 roku, Parszywa dwunastka z 1967 roku i Bękarty wojny z 2009 roku.
W lipcu 2018 roku Kalypso Media ujawniło, że nabyło prawa do serii Commandos od Pyro Studios, które stworzyło pierwsze cztery gry z tej serii. Gra została zapowiedziana w październiku 2023 roku. Premiera miała miejsce 9 kwietnia 2025 roku.

## Odbiór
Gra otrzymała mieszane opinie według agregatora recenzji Metacritic.
Luke Reilly z serwisu IGN uważa, że gra osiągnęła „świetną równowagę pomiędzy klasycznymi skradankowymi grami taktycznymi a nowoczesnymi, uproszczonymi pomysłami” i dodał, że mapy oraz cele w grze zapewniają mnóstwo okazji do kreatywnych eliminacji, a gracze muszą starannie planować swoje ruchy, aby odnieść sukces. Sam Chandler z Shacknews nazwał Commmandos: Origins „wyjątkowym odrodzeniem” serii. Chwalił poziomy w grze za ich różnorodność i sandboxowy design, dodając, że gra „świetnie sobie radzi, nigdy nie stając się nudna, pomimo tego, jak długo może trwać ukończenie misji”.
Ed Smith z PCGamesN napisał, że gra jest „skrupulatnie dopracowana, trudna i wymagająca”, nazywając ją „wielkim wyzwaniem, RTS-em o wysokiej intensywności, w którym nawet najmniejsza akcja może wydawać się znacząca”. Uważa jednak, że gra jest „nadprojektowana” (overdesigned), a „nadmiar mechanik tłamsi improwizację i czystą energię” gracza już z samego założenia. „Edge” chwali grę za wskrzeszenie serii za pomocą nowoczesnej grafiki, chociaż uważa, że gra nie popchnęła gatunku do przodu żadną nową lub innowacyjną mechaniką rozgrywki.